# Nephodia subatra
Nephodia subatra là một loài bướm đêm trong họ Geometridae.